# John Pius Boland
John Pius Boland, född 16 september 1870 i Dublin i dåvarande Förenade kungariket Storbritannien och Irland, död 17 mars 1958 i London var en tennisspelare som blev olympisk mästare i singel- och dubbelturneringarna vid de första olympiska spelen 1896 i Aten. Han var även politiker och representerade irländska Nationalist Party och Irish Parliamentary Party i det brittiska underhuset 1900-1918.
Boland hälsade på sin vän Thrasyvoulos Manos under Olympiaden 1896. Manos som var medlem i organisationskommittén anmälde Boland till tennisturneringen. Han vann singelturneringen efter att ha besegrat Friedrich Traun från Tyskland i första omgången, Evangelos Rallis från Grekland i andra omgången, Konstantinos Paspatis från Grekland i semifinalen och Dionysios Kasdaglis från Egypten i finalen.
Boland anmälde sig då till dubbelturneringen tillsammans med Friedrich Traun, som han slagit ut i singelturneringens första omgång. De besegrade Aristidis Akratopoulos och Konstantinos Akratopoulos från Grekland i första omgången, fick stå över semifinalen och slog Demetrios Petrokokkinos från Grekland och Dionysios Kasdaglis från Egypten i finalen.